# جوزيف جون برونو
جوزيف جون برونو (بالإنجليزية: J. Jon Bruno)‏ هو قسيس أمريكي، ولد في 17 نوفمبر 1946 في لوس أنجلوس في الولايات المتحدة وتوفي في 23 أبريل 2021.